# Pompeyo Trogo
Cneo Pompeyo Trogo (en latín Cnaeus Pompeius Trogus) fue un historiador galo-romanizado del siglo I a. C., perteneciente a la tribu de los voconcios de la Galia Narbonense. Trogo cobró renombre durante la época de Augusto y es casi contemporáneo de Tito Livio.

## Biografía
Su abuelo sirvió bajo las órdenes de Cneo Pompeyo Magno en la guerra en Hispania contra Quinto Sertorio. El nombre de Pompeyo le vino al ser adoptado por Pompeyo como agradecimiento a sus servicios. Su padre sirvió a las órdenes de Julio César como secretario e intérprete.
Al parecer Trogo poseía conocimientos enciclopédicos y era un galo muy helenizado. Siguiendo el ejemplo de Aristóteles y Teofrasto escribió libros acerca de la naturaleza, de los animales y las plantas. Parte de la gran obra de Plinio el Viejo, Naturalis Historia, se basa en los apuntes de Trogo.

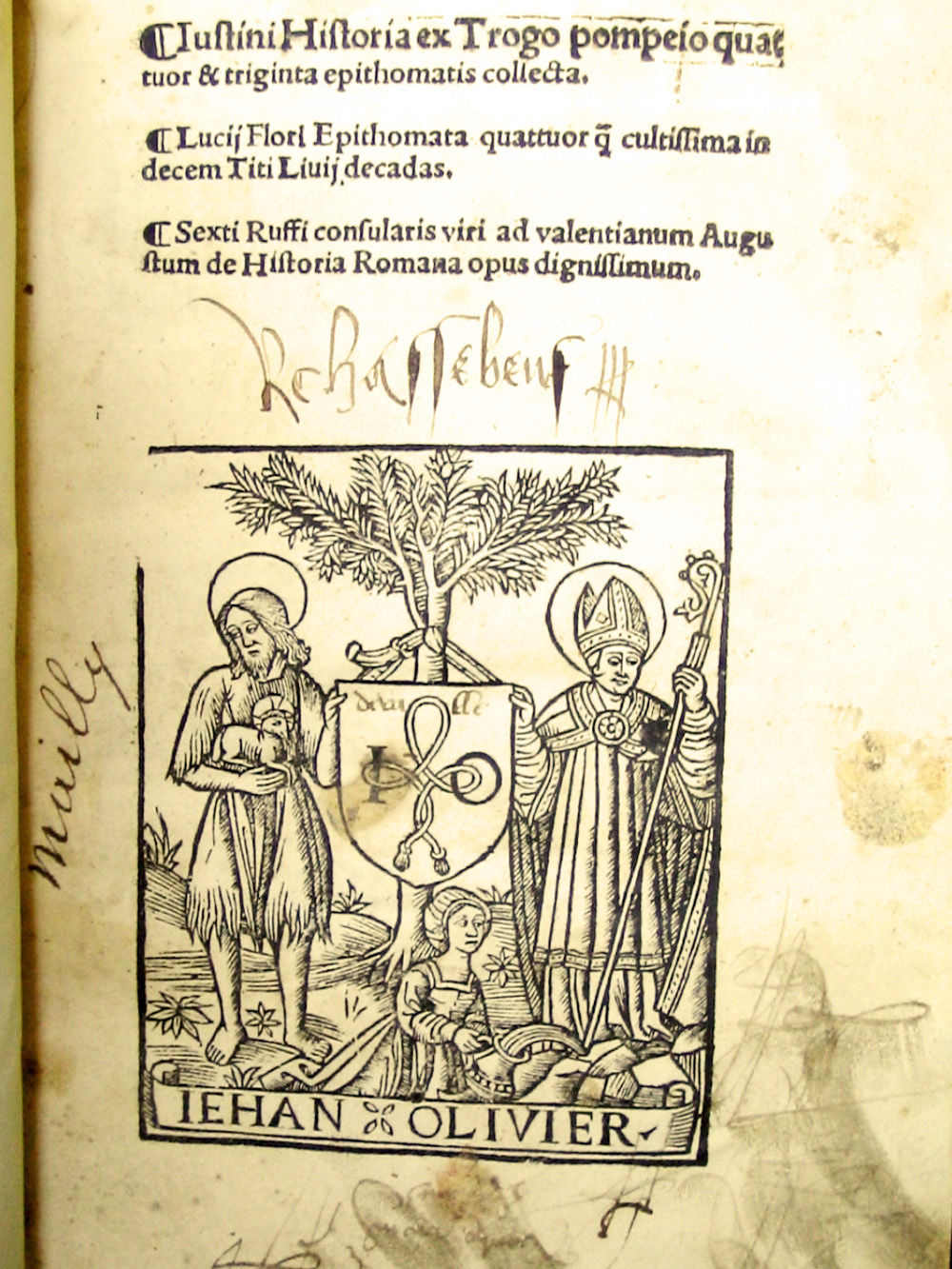
Epítome de las «Historias filípicas» de Pompeyo Trogo, de Marco Juniano Justino, edición de 1519.

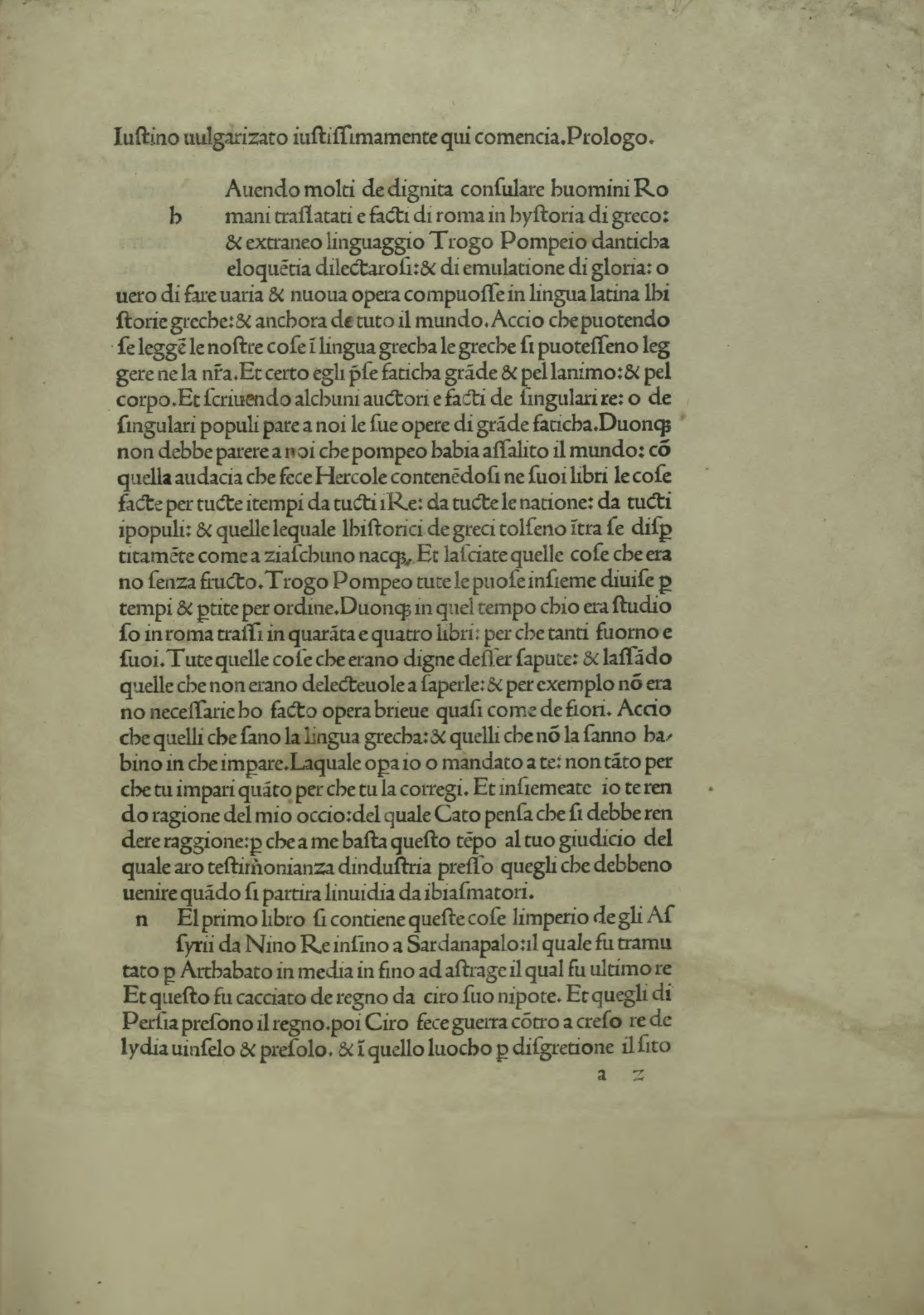
Epitome historiarum Trogi Pompeii, edición de 1477.

Su principal obra, llamada Historiae Philippicae (Historias Filípicas) está estructurada en cuarenta y cuatro libros, y se llama así en honor al fundador del Imperio macedonio, Filipo II, que es el tema central de la narración. La obra habla de las partes del mundo que fueron conquistadas por Alejandro Magno y sus sucesores, con pasajes etnográficos y geográficos aclaratorios. Trogo comienza su trabajo hablando del legendario Nino, fundador de Nínive, y se excluye la historia de Roma, ya tratada en la misma época por Tito Livio, quien terminaba su relato igualmente con el reinado de Augusto. Se diferencia de los historiadores anteriores en que no pone en boca de sus personajes históricos discursos inventados en estilo directo, como hacía Tucídides, e, imitándolo a él, Salustio y Tito Livio.
Marco Juniano Justino escribió un epítome de los cuarenta y cuatro libros de Historiae perdidos de Trogo: Epitoma historiarum Philippicarum Pompei Trogi, así como, bastante tiempo después, una serie de resúmenes de cada libro en particular: los llamados Prólogos. El último relato recogido por Justino habla de la recuperación de las águilas perdidas frente a los partos (20 a. C.). La etnografía y geografía características de la obra del historiador, confirieron a la misma una injustificada reputación como obra universal, a pesar de que nunca fue tal la intención de Trogo. 
Trogo no menciona la historia de Roma hasta que la República entró en contacto con Antigua Grecia y Oriente. Los escritos del historiador están basados en los trabajos de diversos historiadores griegos de la Antigüedad, como Teopompo, Éforo, Timeo o Polibio. Es probable que Trogo no reuniera la información procedente de estos historiadores por sí mismo, sino que ya esta había sido compilada en un libro por algunos griegos (probablemente Timágenes de Alejandría).
Su idea de como redactar la historia es más cerrada y menos retórica que la de Salustio y Livio, a los que acusa de poner en boca de los personajes de sus historias discursos que ellos mismos habían escrito. Su gran obra se perdió y solo Justino poseyó parte de ella que cita en su epítome. Parte de la misma ha sido citada por historiadores como Flavio Vopisco, Jerónimo de Estridón y Agustín de Hipona. A pesar de estar en su mayoría perdida, la obra se considera como una autoridad en la historia antigua de Oriente.

## Las Historias filípicas
En los seis primeros libros trataba de la historia de Oriente y Grecia hasta el siglo IV a. C. Del libro VII al XL.º se dedicaba a la historia del Mediterráneo Oriental en estrecha relación con Macedonia, por lo cual dio el título de «Filípica» a su obra, así como de los reinos de los diádocos que sucedieron a Alejandro Magno hasta su incorporación al Imperio romano. El libro XLI.º se refiere a los pueblos periféricos de Oriente, especialmente al Imperio parto, aunque también a Bactriana y la India. En el libro XLIII.º narra la historia más antigua de Roma hasta Tarquinio Prisco. El encuentro de Roma con Galia y con Macedonia dio lugar a la unión del Oeste. La historia universal termina en el último libro con la historia de Hispania, que considera como una unidad, al igual que Posidonio, y el norte de África; tras elogiarla sin tasa por su fertilidad (y además elogiar a Viriato, con lo que deja ver su antirromanismo) narra los mitos de las siete ciudades de Tartessos, el brutal rey Gárgoris, su civilizador nieto Habis y el ganadero Gerión.
Pompeyo Trogo fue muy citado y debió ser muy leído en la Edad Media y el Renacimiento porque han subsistido más de doscientos manuscritos de la obra en Europa. La única traducción antigua al español es la de Jorge de Bustamante (Alcalá de Henares: Juan de Brocar, 1540), que se reimprimió con el título Justino clarissimo abbreviador de la historia general del famoso y excellente historiador Trogo Pompeyo, en la qual se contienen todas las cosas notables y más dignas de memoria que hasta sus tiempos han succedido en todo el mundo, agora nuevamente traduçido en castellano (Amberes: Juan Steelsio, 1542); aún se imprimió en Alcalá (1586), 1599 y Bruselas (1609); si no se reimprimió más veces fue porque apareció en el Índice expurgatorio de 1613.

## Laus Hispaniae
Se hizo muy popular entre los españoles el Laus Hispaniae que repitieron luego Plinio el Viejo, Claudiano e Isidoro de Sevilla:

Hispania cierra los confines de Europa y también será el final de esta obra. Los antiguos la llamaron primero Hiberia, por el río Hibero, después Hispania, por Híspalo. Situada entre África y Galia, está limitada por el estrecho del Océano y por los montes Pirineos. Si bien es más pequeña que ambas tierras, es también más fértil que una y otra; pues ni se calienta, como África, por un sol abrasador, ni, como Galia, está azotada por los continuos vientos, sino que, en medio de una y otra, de una parte por su moderado calor, de otra por sus lluvias bienhechoras y oportunas es fecunda en toda clase de frutos, hasta el punto que por la abundancia de todos sus productos no sólo provee a sus propios habitantes, sino también a Italia y a la ciudad de Roma. De aquí, en efecto, no sólo sale gran cantidad de trigo, sino también de vino, de miel y de aceite. No sólo ocupa un puesto importante el mineral de hierro, sino también sus rebaños de veloces caballos. Y no sólo hay que elogiar los productos de la superficie de la tierra, sino también la abundante riqueza de sus minerales escondidos. Además hay gran cantidad de lino y esparto y ninguna tierra es sin duda más rica en minio. En ella el curso de los ríos no es torrencial y arrollador, de modo que causen perjuicios, sino que es lento y riegan las viñas y los campos; además, en los estuarios del Océano son abundantes en peces, y los más también ricos en oro, que arrastran sus arenas. Solamente está unida a la Galia por la cresta de los montes Pirineos; por todas las demás partes está rodeada en círculo por el mar. La forma del país es casi cuadrada, si no fuera porque, al aproximarse las costas del mar, se estrecha en el Pirineo. La extensión de los montes Pirineos es de seiscientos mil pasos. La salubridad de su clima es igual en toda Hispania, porque el aire que se respira nunca está infectado por la espesa niebla de los pantanos. A esto se añaden las brisas marinas, que soplan continuamente hacia todas partes y, penetrando por toda la provincia, limpian el aire de la tierra y proporcionan a sus hombres una extraordinaria salud. El cuerpo de sus hombres está preparado para el hambre y la fatiga y su espíritu para la muerte. Todos son de una dura y rigurosa sobriedad. Prefieren la guerra a la inactividad y, si les falta un enemigo fuera, lo buscan en su propia tierra. A menudo mueren a causa de las torturas por su silencio sobre las confidencias a ellos hechas: hasta tal punto para ellos es más fuerte su preocupación por el secreto que por la vida. Se elogia también la firmeza de aquel esclavo que en la guerra púnica, habiendo vengado a su amo, empezó a reír en medio de las torturas y venció la crueldad de los verdugos con su serena alegría. Es un pueblo de viva agilidad y espíritu inquieto y para la mayoría son más queridos sus caballos de guerra y sus armas que su propia sangre. No preparan ningún festín para los días de fiesta. Después de la segunda guerra púnica aprendieron de los romanos a bañarse con agua caliente.